# Aïn Azel
Aïn Azel (em árabe: عين ازال) é uma comuna localizada na província de Sétif, Argélia. Sua população estimada em 2008 era de 48 487 habitantes.